# 400 (число)
400 (четиристотин) е естествено число, предхождано от 399 и следвано от 401. С арабски цифри се записва „400“, а с римски – „CD“. Числото 400 е съставено от две цифри от позиционните бройни системи – 4 (четири) и 0 (нула).

## Общи сведения
- 400 е четно число.
- 400 е съставно число.
- 400 е квадратно число.